# Hotaka (singolo)
Hotaka, pubblicato nel 2002, è l'undicesimo singolo del gruppo musicale inglese Juno Reactor.

## Tracce
1. Hotaka (Edit Version) - 3:35
2. Hotaka (Extended version) - 8:20
3. Hotaka (Kloq Remix version) - 8:00
4. Hotaka (Kris Kylven Remix version) - 8:24